# Klondike (fiume)
Il fiume Klondike è un affluente dello Yukon in Canada che dà il suo nome alla corsa all'oro del Klondike. Il fiume ha origine nelle montagne Ogilvie e sfocia nello Yukon a Dawson City.

## Etimologia

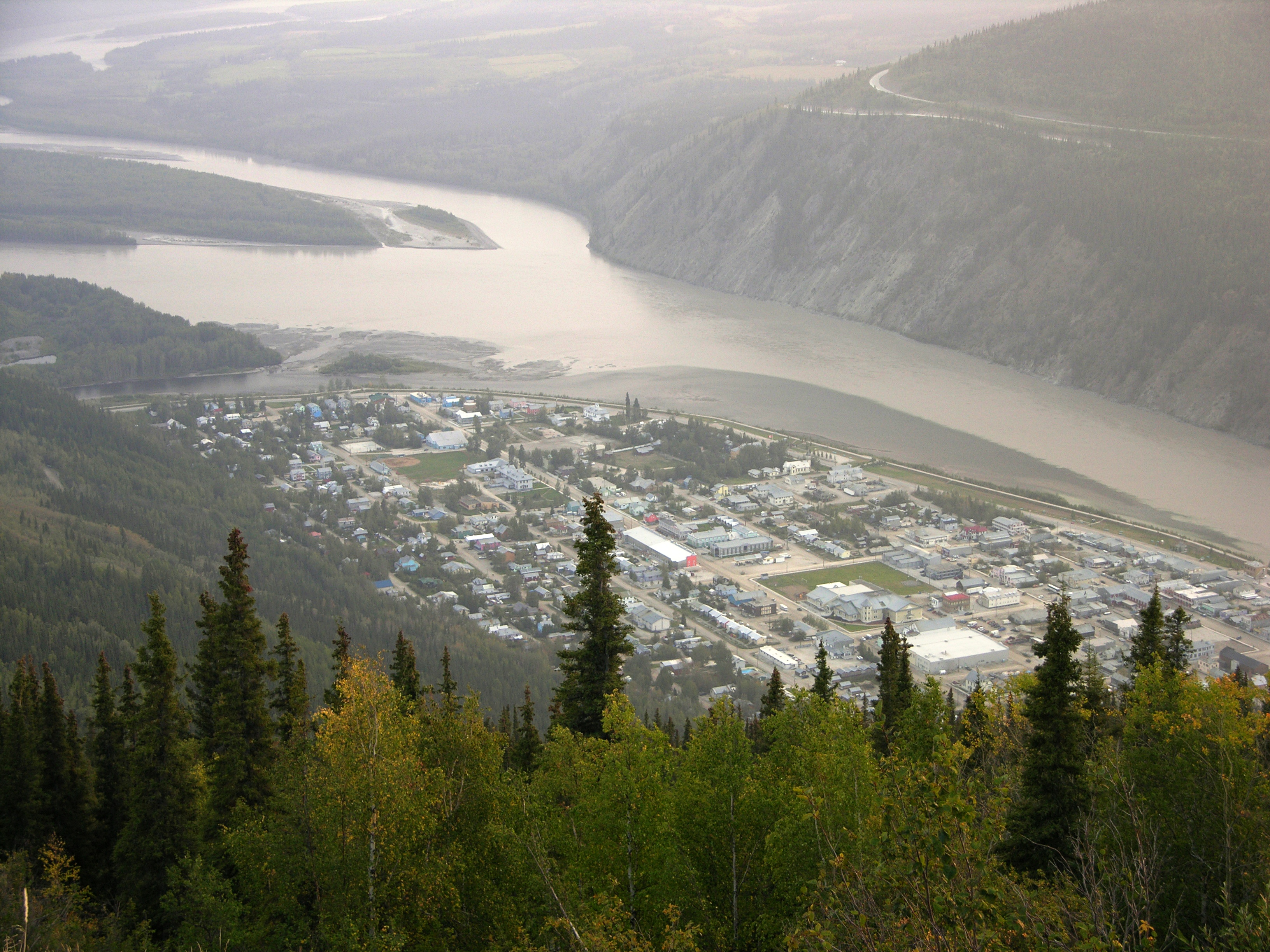
Il fiume Klondike (sinistra) confluisce nello Yukon (alto a destra) a Dawson City

Il suo nome deriva dalla parola Tr'ondëk (lingua Hän) (hammerstone), un martello usato per conficcare i pali sui quali venivano fissate le reti per i salmoni.

## Storia
Nel 1896 fu scoperto l'oro  lungo i suoi affluenti, dando vita alla corsa all'oro del Klondike.

## Nella cultura di massa
- Nel racconto di Jack London A Relic of the Pliocene questo fiume viene menzionato come fiume Reindeer.
- Nella mitologia Disney rappresenta la gioventù di Paperon de' Paperoni, il luogo nel quale ha scavato il primo miliardo e ove ha incontrato la sua, di fatto unica, fiamma Doretta Doremì.
- La febbre dell'oro, film di Charlie Chaplin